# エアマックス1
エアマックス1（英: Air Max 1）は、ナイキから製造、販売されたランニングシューズである。1987年3月26日発売。デザイナーはティンカー・ハットフィールド。世界初のビジブルエア搭載のシューズである。

## ビジブルエアの誕生
当時のナイキ製のエアバッグ搭載シューズには、シューズに体重がかかった際に、エアバッグの圧の逃げ場がなかったため、走破性が不安定になることが懸念されていた。その問題を解決するに当たり、デザイナーのティンカー・ハットフィールドは試験的にミッドソールに大きな窓を開けることを考案した。この考えは、ティンカーがパリを訪れた際、ポンピドゥーセンターを観て、「外から中の構造がみえている」という建築デザインから着想を得たものである。これが「ビジブルエア」の誕生であり、以後、人類はエアを「履く」ばかりか「見る」こととなる。ちなみに、1987年最初期ロットのエアマックス1のみ、ほかのエアマックス1と比較し、若干ミッドソールのウインドウが大きい。

## ネーミング
ミッドソールに開けたウインドウから適度な圧が解放されるようになり、エアバッグにより多量のエアを充填できることとなった。このことから、エアマックスに搭載されているエアバッグは「マキシマムエア」や「マックスエア」と呼称されることとなる。この「AIR MAX」という製品名に関してかなり厳格であり、舗装路用ランニングシューズでビジブルエア搭載の最上位モデルにその名が冠せられることとなった。ただしこのネーミングに関しては、当時からエア・スタブやエア180、エアクラシックBWなどの例外も存在し、エアマックスCB34やエアノモマックスなどランニングシューズ以外にも適用される事がある。

## ビジブルエア登場後の反響
エアが「見える」という斬新性に加え、シンプルなデザインや通気性から、瞬く間に人気シューズとなり、市場にも大きな影響を与えた。所謂「ハイテクシューズ」の象徴とも言える技術にまで進化する。当時のナイキはバスケットボール市場で大成功を収め、一躍世界の大企業へと登壇した。ここでナイキはこの新たな技術に対し「Air Revolutions」と題した数多くのプロモーションを打ち出し、万人の運動能力向上の技術と謳った。しかし一方で、ビジブルエアによって運動能力が向上するという科学的根拠は薄く、ナイキのプロモーションは過剰広告ではないかという懸念も生じている。ビジブルエアが運動能力や故障防止にどれだけ寄与するかという問題は、現在でも数多くの議論・検討がなされている。

## 現在のエアマックス1
エアマックス1の登場以降、さまざまなビジブルエア搭載シューズが登場することとなった。しかし初代のエアマックス1は、カラーバリエーションを変え、ディテールやアッパー素材をマイナーチェンジさせながら現在に至るまでナイキのインラインモデルの主力として販売を続けている。また世界各国のスニーカーブティックなどとのコラボレーションモデル、ハイブランドのコンセプトモデルなども数多く見受けられる。特に別注モデルともなると非常に入手困難であり、中には一足数十万円を超えるプレミアム価格がついているものも存在する。しかし、同じモデルとはいっても、時代に合わせてマイナーチェンジさせながら販売してきた結果、少しずつ初版のエアマックス1とはディテールが異なっていった。2016年、エアマックス1を復刻するにあたり初版のディテールに忠実に再現する動きがナイキ社内で起こり、シュータンのパーツ数やミッドソールの高さ、ヒールボックスの形状や硬さなどを初版に限りなく近い形で再現した。使用する材質に関しては、顕微鏡レベルでオリジナルを研究したほどの拘りをみせた。この製品は2017年に、オリジナルカラーであるユニバーシティレッド、ユニバーシティブルーの2色展開で復刻するに至った。

## エアマックスデー
発売日である3月26日は、「エアマックスデー」として世界各国でエアマックスの生誕を祝う行事が催されている。2016年の「エアマックスデー」では「VOTE FORWARD」と題した、世界各国の歴代エアマックスの中から一足を投票し、一位を獲得したモデルが復刻されるというイベントが行われ、アトモスから2003年に発売された「エアマックス1アトモスエレファント」が一位を獲得し、2017年3月11日に世界中で復刻販売されるに至った。このモデルも、上述の通り発売直後から争奪戦状態となり、入手困難なモデルの一つとなっている。日本においては、特に生誕30周年である2017年3月24日から26日にかけて、「エアマックスレボリューション」と題して上野東京国立博物館で盛大に生誕イベントが行われた。

## MASTER OF AIR
2016年、世界各国の主要都市から、9人のエアマックスコレクターがMASTER OF AIRとしてナイキから選出された。ラスベガスのANGELA、ロンドンのSTEVEY、メキシコシティのMAURICIO、プラハのDJ WICH、アムステルダムのCHANICA、東京のG-KEN、パリのLALLA、北京のKRYSION、ベルリンのICEBERGである。いずれもエアマックスに関して抜きん出た所持数を誇り、中にはエアマックスのみで2000足以上所持している者もいる。